# 高白斎記
『高白斎記』（こうはくさいき）は、戦国時代の記録史料。甲斐武田氏の用務日誌などを基に成立したと考えられている日記。「高白斎」は、原筆者と考えられている武田家臣駒井政武の号。別称に『甲陽日記』、『高白斎日記』。

## 内容と研究史
『勝山記』、『塩山向嶽庵小年代記』などとともに、武田氏に関係する記録史料のひとつと評価されている。内容は明応7年（1498年）武田信虎が産まれるところより、天文22年（1553年）武田義信の祝儀までの約56年間の記録。原本や成立事情などは不明。
1932年（昭和7年）、山梨県の郷土史家である萩原頼平による郷土資料集成『甲斐志料集成』第7巻歴史部に「甲陽日記」として収録される。底本は不明であるが、萩原による解題によれば「天文22年　栗原左兵衛」「延享2年　柴田仲助」などの奥書を持っていたという。1940年（昭和15年）には広瀬広一が『箋注高白斎記』として単刊し、これは加藤竹亭旧蔵本と言われる甲府市の辻乙三郎所蔵写本を底本としている。辻本は1945年（昭和20年）の甲府空襲で焼失し広瀬本も所在不明であるが、東京大学史料編纂所には1915年（大正4年）に作成された辻本の転写本であると考えられる謄写本が架蔵されている。
辻・広瀬本は『志料集成本』と共通祖本を持つものと考えられており、送り仮名が『志料集成』本では平仮名、辻・広瀬本では片仮名が用いられ、奥書の一部も異なっている。『山梨県史』資料編6中世3上県内記録では東京大学史料編纂所本を底本に「甲陽日記（高白斎記）」として翻刻している。
筆者について広瀬は例言において栗原氏に関係する部分を後代の竄入とし、原筆者は本文で多出する「高白」（高白斎＝駒井政武）と判断し、これが定説となっている。
『志料集成』本の奥書に見られる栗原左兵衛は山梨郡栗原郷（山梨県山梨市上栗原・下栗原）に拠った栗原氏の一族で、『甲陽軍鑑』では士隊将として天文21年（1552年）3月の「常田合戦」に参加している昌清（左衛門佐）の名を挙げ、昌清の子が信玄期の詮冬（左兵衛）であるという。「高白斎記」における常田合戦や時田合戦、上田原合戦など栗原一族に関係する記事は、『甲陽軍鑑』の記述を反映している点が指摘されている。
内容についても、前半部が中央の動向に加えて甲斐の情勢を簡略に記した内容になっているのに対し、天文9年を契機とした後半部は武田側に関する動向が特に詳述化していることから原本の存在が想定され、武田遺臣としての栗原氏などにより武田氏の用務日誌や『軍鑑』などを基にした編纂物である可能性が考えられている。
また、『高白斎記』には武田家の足軽大将である山本菅助（『甲陽軍鑑』『高白斎記』では「山本勘助」）に関する記述が二カ所存在する。『高白斎記』天文13年（1544年）3月条には、三河国牛久保の浪人・山本勘助が武田家に仕官したことを記し、勘助の武田家仕官を天文12年（1543年）とする『甲陽軍鑑』とは一年ずれている。また、『高白斎記』天文18年正月条では、勘助が信濃諏訪郡高嶋城（茶臼山城、長野県諏訪市）の鍬立（築城）を務めたと記しているが、『甲陽軍鑑』には「勘助」の高嶋城築城は記されておらず、近世の史料には同様の記述が見られる。